# Bitva u Ladé
Bitva u Ladé se odehrála roku 494 př. n. l. mezi Ióny a Peršany. Byla vyvrcholením Iónského povstání.

## Pozadí
Iónské povstání začalo v roce 499 př. n. l., když Aristagorás z Milétu povstal proti Peršanům, kteří tuto oblast ovládali. Aristagorás požádal o pomoc pevninské Řecko a v roce 498 př. n. l. Athéňané obsadili a vypálili Sardy, centrum místní perské vlády. Peršané odpověděli námořním útokem v roce 494 př. n. l.

## Bitva
Perský velitel Artafernes do roku 494 př. n. l. znovu dobyl několik iónských měst a oblehl Milétos z pevniny i moře. V tomto roce se perské loďstvo utkalo v přímém souboji s řeckou flotilou u milétského přístavu Ladé. Iónové se spojili s několika ostrovy v Egejském moři a shromáždili 353 triér. Peršané proti nim postavili svých 600 lodí. Iónům velel Dionýsios z Fókaie, který podle Hérodota připravoval vojsko na konflikt tak tvrdým způsobem, že vojáci dokonce odmítali bojovat. Když bitva začala, mnoho iónských lodí se stále odmítalo do boje zapojit a 49 lodí ze Samu opustilo bojovou linii. To způsobilo odchod dalších 70 lodí z Lesbu a spustilo tak řetězovou reakci. Dionýsiovy lodě, které zjistily, že bitva je ztracena, se otočily a uprchly. Zbytky řecké flotily byly zcela zničeny a Milétos se krátce nato vzdal.

## Následky
Iónské povstání bylo potlačeno a v roce 492 př. n. l. Peršané přinutili Makedonii stát se vazalem Persie a znovu si podmanili Thrákii. V pevninském Řecku nepoznali chuť porážky až do roku 490 př. n. l., kdy proběhla bitva u Marathónu. Mezitím se Dionýsios stal pirátem na Sicílii.